# 1265

## Събития
- 3 април – Битката при Ившам: Симон дьо Монфор е разгромен, убит и разчленен. Папа Климент IV предоставя на Шарал д'Анжу всички права за организиране на кръстоносен поход. Шарал отплава за Рим, едва спасил се от плен при краля на Сицилия Манфред. След като пристига благополучно в Рим, той е коронясан за крал на Двете Сицилии.

## Родени
- Данте Алигиери, италиански поет

## Починали
- 8 февруари – Хулагу, монголски хан